# Leptoperidia
Leptoperidia is een geslacht van schimmels behorend tot de familie Diatrypaceae. Het lectotype is Leptoperidia macropunctata.

## Soorten
Volgens Index Fungorum telt het geslacht vier soorten (peildatum maart 2023):
| Soortnaam                  | Auteur(s)                  | Publicatiejaar |
| -------------------------- | -------------------------- | -------------- |
| Leptoperidia applanata     | (Syd. & P. Syd.) Rappaz    | 1987           |
| Leptoperidia asperrima     | (Syd. & P. Syd.) Rappaz    | 1987           |
| Leptoperidia macropunctata | (Rehm) Rappaz              | 1987           |
| Leptoperidia trifida       | (Ellis & T. Macbr.) Rappaz | 1987           |